# Сандово (станция)
Сандово — железнодорожная станция Волховстроевского региона Октябрьской железной дороги, расположенная в посёлке Сандово.
Железная дорога действует с 1919 года, причём станция Сандово оказалась у деревни Орудово. В 1932 году районный центр перенесён из села Сандово (которое переименовано в Старое Сандово) в деревню Орудово при железнодорожной станции Сандово. Рядом с железнодорожной станцией, на месте деревни Орудово был построен новый посёлок, который получил название Сандово.

## Движение
Железнодорожное движение осуществляется в северо-западном направлении (на Пестово — Кабожу — Хвойную — Неболчи — Будогощь — Кириши — Санкт-Петербург) и в юго-восточном направлении (на Овинище-II, далее в южном направлении на Красный Холм — Сонково — Кашин — Калязин — Савёлово — Москву). В северо-западном направлении ближайшие станции Подмошва (неработающая) — 11 км, Приданиха — 20 км, по железной дороге до ст. Пестово — 49 км, до ст. Кабожа — 92 км. В юго-восточном направлении ближайшие станции Дынино — 16 км, Топорово — 23 км, разъезд Овинище II — 39 км; до Красного Холма — 75 км, до узла Сонково — 108 км. Прямого сообщения с Весьегонском нет.
В настоящее время (2024) по станции по вторникам и субботам ходит пассажирский поезд Сонково — Пестово. Также по субботам проезжает поезд Санкт Петербург — Сонково, а по воскресеньям идут поезда на Санкт-Петербург 

## Инфраструктура
Платформа низкая, расположена с одной стороны (северо-восточной). Разъезд и путевое развитие — 2 пути.
Здание железнодорожного вокзала кирпичное, расположено к северо-востоку от железнодорожной линии, на западной окраине посёлка Сандово. Через небольшую привокзальную площадь выход на улицу Лесную (которая идёт параллельно железной дороге), а также на Советскую и Колхозную улицы, которые начинаются от Лесной улицы и идут перпендикулярно железной дороге на северо-восток и восток, в центр посёлка.
Автостанция также расположена в здании железнодорожного вокзала. Автобусы на Тверь, а также в деревни и сёла Сандовского района идут от привокзальной площади, а билеты на автобусы продаются в здании вокзала.